# عشق و نفرت (فیلم ۲۰۱۳)
عشق و نفرت (به انگلیسی: Hateship, Loveship) فیلمی محصول سال ۲۰۱۳ و به کارگردانی لیزا جانسون است. در این فیلم بازیگرانی همچون کریستن ویگ، هیلی استاینفلد، گای پیرس، جنیفر جیسن لی، نیک نولتی، سمی گیل و کریستین لاتی ایفای نقش کرده‌اند.